# زغال‌اخته میزی
زغال‌اخته میزی (نام علمی: Cornus controversa) نام یک گونه از سرده زغال‌اخته است.